# Literaturjahr 1707
Liste der Literaturjahre

1706 | Literaturjahr 1707

Weitere Ereignisse
Dieser Artikel behandelt das Literaturjahr 1707.

## Ereignisse
- 01. Mai: Daniel Defoe und John Arbuthnot unterstützen offen den Act of Union 1707, der die gesetzliche Grundlage für die Vereinigung des Königreichs England und des Königreichs Schottland schafft. Das Gesetz wird kurz nacheinander vom englischen Parlament und vom schottischen Parlament verabschiedet und tritt am 1. Mai 1707 in Kraft. Dadurch wird das Königreich Großbritannien geschaffen und die beiden vorgenannten Parlamente durch das Britische Parlament ersetzt.[1]
- 09. September: Richard Steele heiratet Mary Scurlock. Aufgrund ihrer Korrespondenz von über 400 Briefen eines der bekanntesten literarischen Ehepaare.
- Der Verleger Edmund Curll kündigt an, dass er Matthew Priors Poems on Several Occasions veröffentlichen werde, auch wenn die Autorenrechte nicht geklärt wären.
- Der deutsche Mathematiker, Astronom, Kartograph und historische Geograph Johann Matthias Hase erwirbt mit der Abhandlung  „Specimen algebrae ad artem fortificatoriam applicatae“ die philosophische Magisterwürde.
- Nicolaus Hieronymus Gundling wird ordentlicher Professor für „Geschichte und Beredsamkeit“ der erst 1694 neu gegründeten Friedrichs-Universität-Halle.
- In Havanna, Kuba, wird die erste Buchdruckerei gegründet.[2]
- Der englische Satiriker, Autor und Schankwirt Ned Ward veröffentlicht die letzten Exemplare seines Werkes Hudibras Redivivus, in dem er die in England regierende Klasse, die Whigs, angriff.
- In Tyburn wird ein englischer Dieb öffentlich gehängt. Dieses Ereignis dient zwölf Jahre später als Basis für das Volkslied Sam Hall.
- Der italienische Szenograph, Architekt, Bühnenbildner und Dekorationsmaler Francesco Galli da Bibiena geht 1707 nach Nancy an den Hof des Herzogs von Lothringen, um für ihn in der Hauptstadt des Herzogtums ein großes Theater zu bauen.
- Der hauptsächlich in den Niederlanden wirkende französische Buchhändler, Autor, Übersetzer, Drucker und Verleger Jean Frédéric Bernard kehrt nach seiner Lehr- und Ausbildungszeiten sowie seinen ersten beruflichen Erfolgen in Genf nach Amsterdam zurück, wo er in den folgenden Jahrzehnten zu einem der wichtigsten europäischen Verleger von französischsprachigen Werken wird.[3]
- Die Empfehlung „Tant qu'on laisse faire la nature“ („Man lasse die Natur machen“) findet sich 1707 in einer Denkschrift von Pierre Le Pesant de Boisguilbert.
- Der schiffbrüchige Alexander Selkirk, Vorbild für Daniel Defoes Robinson Crusoe sichtet erstmals ein Schiff vor der Küste von Isla Más a Tierra. Die feindlichen Spanier entdecken Selkirk und verfolgen ihn bis in den Insel-Urwald, wo sie seine Spur verlieren.
- 02. Dezember: Der französische Militär und Lyriker Jacques-Louis de Valon, Marquis de Mimeure wird auf Initiative von  François Louis de Bourbon, prince de Conti, Marquise de Montespan und nicht insbesondere von Nicolas Boileau-Despréaux als Mitglied der Académie française aufgenommen.

## Neuerscheinungen

### Prosa
- Anonymus – La guerre d'Espagne, de Baviere, et de Flandre, ou Memoires du Marquis d***
- Anonymus – Memoirs of the Court of England (Übersetzung)[4]
  - – The History of the Earl of Warwick; Sirnam'd the King-maker (transl.)[4]
- Richard Baxter – The Poetical Works of the Late Richard Baxter (postum)[4]
- Thomas Brown – The Works of Mr Thomas Brown[4]
- Aaron Hart – Urim v'tumim (das erste Buch in hebräischer Sprache, das in London veröffentlicht wurde)[5]
- Alain-René Lesage – Crispin, rival de son maître (Crispin als Nebenbuhler seines Herrn) und Le Diable boiteux (Der hinkende Teufel), Übersetzung eines Romans von Luis Vélez de Guevara
- Delarivier Manley – The Lady's Pacquet of Letters[4]
- John Oldmixon – The Muses Mercury (Periodika)[4]
- John Wilmot, 2. Earl of Rochester – The Miscellaneous Works of the Late Earls of Rochester and Roscommon[4]

### Drama
- Joseph Addison – Rosamund (Oper)[4]
- Susanna Centlivre – The Platonick Lady[4]
- Colley Cibber – The Lady's Last Stake[4]
  - – The Double Gallant[4]
- Prosper Jolyot Crébillon – Atrée et Thyeste
- George Farquhar – The Beaux' Stratagem (Galante Listen; auch: Liebes-Schlachten-Lenker)[4]
- Alain-René Lesage – Don César Ursin und Crispin rival de son maître
- Peter Anthony Motteux – Thomyris, Queen of Scythia (opera)[4]
- Nicholas Rowe – The Royal Convert
- Nahum Tate – Injur'd Love (Adaptation von Websters The White Devil)[4]

### Lyrik
- Samuel Cobb, Poems on Several Occasions[4]
- Benjamin Colman, "A Poem on Elijah's Translation, occasioned by the death of Rev. Samuel Willard"[6]
- François Pétis de la Croix – Contes turcs
- Erdmann Neumeister – Allerneueste Art zur reinen und galanten Poesie zu gelangen, herausgegeben von Christian Friedrich Hunold
- John Pomfret – Quae Rara, Chara: A poem on Panthea's confinement[4]
- Charles Sedley – The Poetical Works[7]
- Nahum Tate – The Triumph of Union[4]
- Isaac Watts – Hymns and Spiritual Songs, (mit rascher Neuauflage)[4]
- John Wilmot, Earl of Rochester – The Miscellaneous Works of the Right Honourable the Late Earls of Rochester And Roscommon. With The Memoirs of the Life and Character of the late Earl of Rochester, in a Letter to the Dutchess of Mazarine. By Mons. St. Evremont, London: Printed & sold by B. Bragge; second edition in the same year, London: Printed for Edmund Curll (third edition, 1709)[8]

### Sachliteratur
- Michael Alberti – Epist. Gratul de mysterio neturae in medicina
- Anthony Ashley-Cooper, 3. Earl of Shaftesbury –  Letter concerning Enthusiasm
- Jean de Beaugué – Histoire de la guerre d'Ecosse (Übersetzung von Patrick Abercromby)
- Pierre Le Pesant de Boisguilbert – Le Factum de la France
- Augustin Calmet – La Sainte Bible en latin et en françois, avec un commentaire littéral et critique (Bibelkommentar in 23 Bänden bis 1716 veröffentlicht)
- Anthony Collins – Essay Concerning the Use of Reason[4]
- Thomas d’Urfey – Stories, Moral and Comical[4]
- Laurence Echard – The History of England vol. 1[4]
- Francis Hauksbee – Extraordinary electricity of glass producible by a smart attrition
- Jacques-Martin Hotteterre – Principes de la flûte traversière, ou flûte d’Allemagne, de la flûte à bec ou flûte douce et du hautbois, divisez par traictez
- Nicolas Lémery – Traité de l'Antimoine
- Nicolas Malebranche – Traité de l’amour de Dieu
- Heinrich Meissner – Eines Hamburgis[chen] Rechen-Meisters Antwort
- Jacob von Melle – Notitia maiorum
- Maximilien Misson – Le Théâtre sacré des Cévennes und Avertissements prophétiques d'Elie Marion
- Isaac Newton – Arithmetica Universalis
- D. Papin – Nouvelle manière d’élever l’eau par la force du feu
- Johann Friedrich Schannat – Die Geschichte der Grafen von Mansfeld
- Wouter Schouten – Reistogt naar en door Oost-Indien (Die Reise nach Ostindien. Überarbeitete Neuausgabe von Andries van Damme)[9]
- Thomas Smith – Vitæ quorundam Eruditissimorum et Illustrium Virorum
- Jonathan Swift – A Critical Essay upon the Faculties of the Mind
- Matthew Tindal – A Defence of the Rights of the Christian Church[4]
- Catherine Trotter – A Discourse Concerning a Guide in Controversies[4]
- Andreas Werckmeister – Musicalische Paradoxal-Discourse (postum)

## Geboren

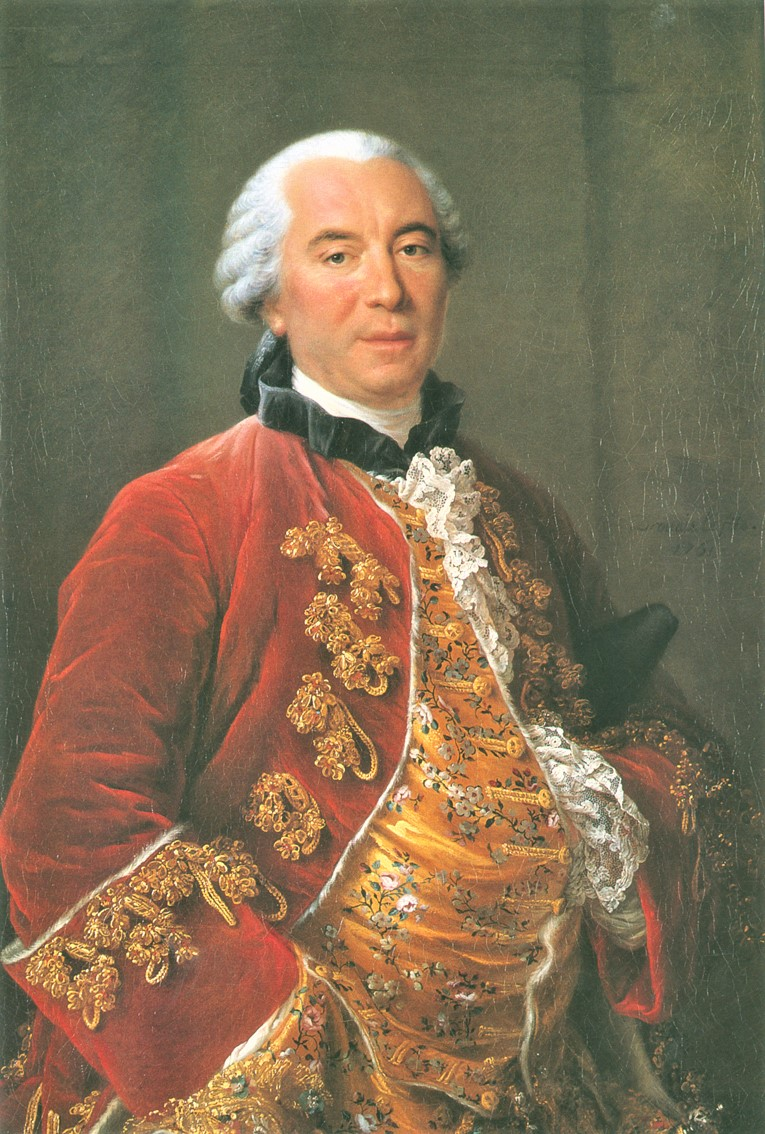
Georges-Louis Leclerc de Buffon (1707–1788), Porträt von François-Hubert Drouais

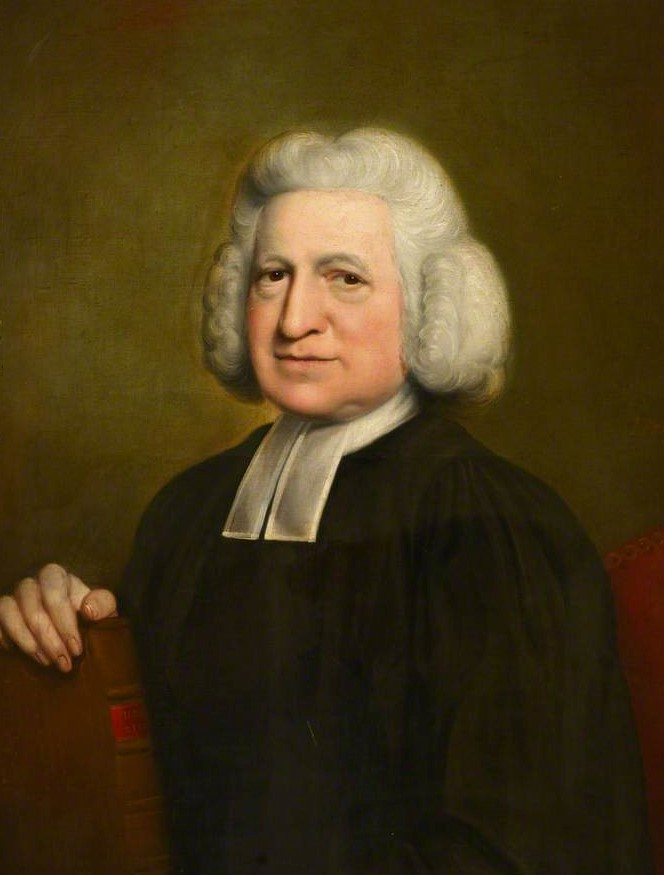
Charles Wesley (1707–1788)

- 02. Januar: Johann Adam Lehmus, deutscher Kirchenlieddichter († 1788)
- 13. Januar: John Boyle, 5. Earl of Cork, englischer Autor († 1762)
- 14. Februar : Claude-Prosper Jolyot de Crébillon, französischer Romanautor und Sohn des Tragödiendichters Prosper Jolyot Crébillon († 1777)
- 25. Februar: Carlo Goldoni, italienischer Dramatiker und Librettist († 1793)
- 18. März: Józef Baka,  polnischer Lyriker, Theologe und Missionar († 1780)
- 22. April: Henry Fielding, englischer Romanautor, Satiriker, Dramatiker, Journalist, Jurist und Literaturkritiker († 1754)
- 4. August: Johann August Ernesti, deutscher evangelischer Theologe, Philologe, Pädagoge und Rektor der Thomasschule zu Leipzig († 1781)
- 07. September: Georges-Louis Leclerc de Buffon, französischer Naturforscher († 1788)
- 31. Oktober: Johann Philipp Cassel, deutscher Historiker, Theologe, Philologe, Lehrer, Übersetzer und Autor zahlreicher Schriften († 1783)
- 18. Dezember: Charles Wesley, englischer Kleriker, Kirchenlieddichter und Begründer des Methodismus († 1788)
- 29. Dezember: Magdalena Sibylla Rieger, deutsche Dichterin († 1786)

## Gestorben

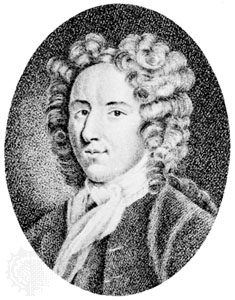
George Farquhar (1677–1707)

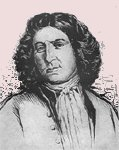
Michiel de Swaen (1654–1707)

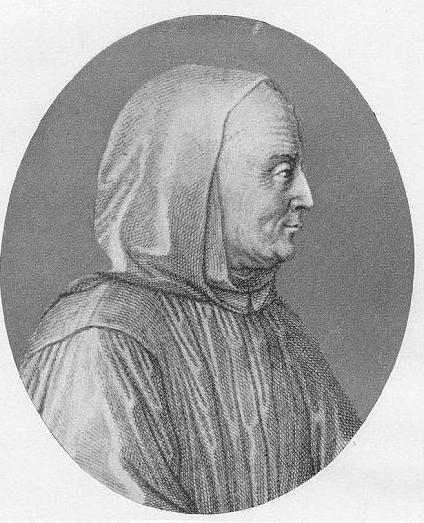
Jean Mabillon (1632–1707)

- 20. Januar: Humphrey Hody, englischer Theologe (* 1659)
- 30. Januar: Philibert de Gramont, französischer Offizier, Hof- und Edelmann am Hof Ludwigs XIV. und Memoirenautor (* 1621)
- 25. März: Carl Desiderius de Royer, lothringisch-französisch-deutscher[10] katholischer Priester, geistlicher Schriftsteller bzw. Dichter in den Bistümern Metz und Worms (* um 1650)
- 01. April: Takarai Kikaku,  japanischer Haikai-Dichter (* 1661)
- 29. April: George Farquhar, irischer Dramatiker (* 1677)
- 03. Mai: Michiel de Swaen, niederländischsprachiger Autor Frankreichs (* 1654)
- 23. Juni: John Mill, englischer Theologe (* um 1645)
- 24. Juni: Kaspar von Stieler, deutscher Lyriker, Dramatiker, Schriftsteller, Gelehrter und Sprachwissenschaftler (* 1632)
- 17. August: Petter Dass, norwegischer Lyriker und Kirchenlieddichter (* um 1646)
- 31. August: Samuel Benedict Carpzov, Samuel Benedict Carpzov (* 1647)
- 15. September: George Stepney, englischer Dichter und Diplomat (* 1663)
- 23. September: John Tutchin, englischer Literaturkritiker und Journalist
- 24. September: Vincenzo da Filicaja, italienischer Dichter (* 1642)
- 05. Oktober: Daniel Speer, deutscher Schriftsteller und Komponist des Barock (* 1636)
- 17. November: Wilhelm Ernst Tentzel, deutscher Polyhistor, Historiograph und Numismatiker (* 1659)
- 27. Dezember: Jean Mabillon, französischer Benediktinermönch, Gelehrter und Begründer der Historischen Hilfswissenschaften (* 1632)
- ohne genaues Datum: Alexandre Exquemelin, Piratautor (*  um 1645)
- ohne genaues Datum: Ehmedê Xanî,  kurdischer Schriftsteller, Gelehrter und Poet (* 1651)